# مايك كارو
مايك كارو (بالإنجليزية: Mike Caro)‏ هو لاعب بوكر أمريكي، ولد في 16 مايو 1944 في جوبلن في الولايات المتحدة.